# 加藤光泰

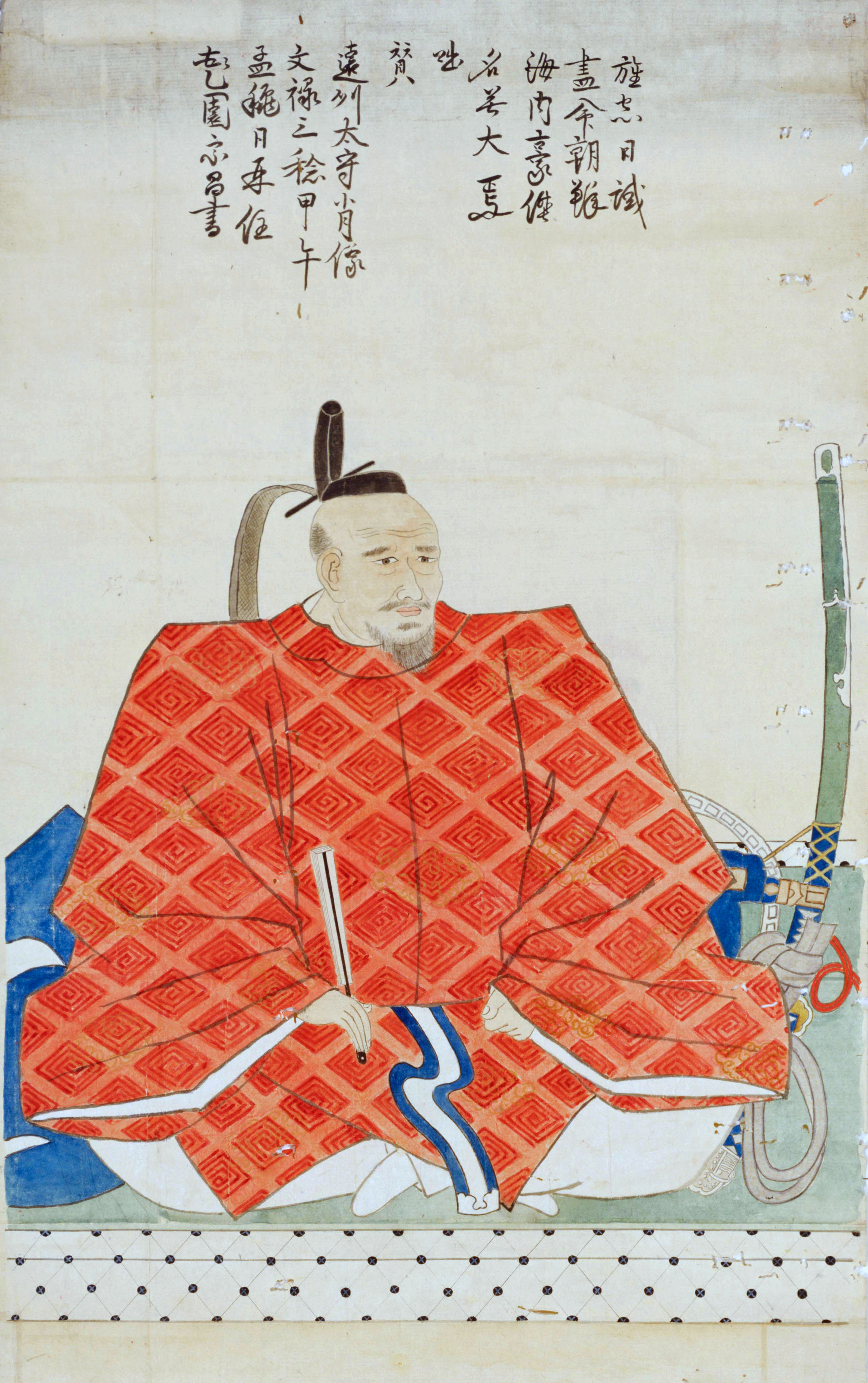
加藤光泰像（竹中元彦氏藏）

加藤光泰（日语：／ Katō Mitsuyasu，1537年（天文6年）—1593年9月24日（文祿2年8月29日））是日本戰國時代的武將、安土桃山時代的大名。曾經侍奉過齋藤龍興、羽柴秀吉等主君。

## 生平
加藤光泰本是齋藤家武將加藤景泰的長男，在父親死後繼續出仕齋藤家，直到齋藤龍興遭到織田信長消滅後（稻葉山城之戰）淪為浪人，曾一度流轉於近江國，後被時為織田家臣的羽柴秀吉招為部下。
元龜2年（1571年），淺井長政進攻秀吉軍鎮守的横山砦時，加藤光泰拼著左足重傷發揮武勇立功，秀吉賞給他近江坂田郡磯野村700貫的知行和与力10名。後在天正6年（1578年）參加播磨三木城之戰時因功加封5000石的領地。
天正10年（1582年）本能寺之變後，羽柴秀吉和明智光秀在山崎之戰交戰，加藤光泰和池田恒興一同渡河奇襲津田信春造成敵軍混亂，光泰憑此功績獲秀吉大舉封賞到丹波國周山城1萬5000石，領地瞬間猛增3倍，此後又轉封近江貝津城、擁有2萬石領地，陸續又轉封到近江大溝城。
天正12年（1584年）在秀吉跟德川家康之間的小牧、長久手之戰中，加藤光泰奉命鎮守犬山城，天正13年（1585年）又被秀吉增加了至美濃大垣城4萬石。同時負責管理當地藏入地2萬石，但對自家家臣領地分配的管理不善，加藤光泰遭到秀吉責難，在同年9月被沒收領地，送往豐臣秀長的大和郡山城蟄居。
天正15年（1587年）加藤光泰獲秀吉赦免，重新在大和國宇陀郡秋山城1萬6千石的領地，並敘任從五位下・遠江守的官位，又移封到近江佐和山城2萬石的領地。天正18年（1590年）加藤光泰參與小田原征伐，在山中城立有軍功，戰後在本封在甲斐國的羽柴秀勝又調回美濃岐阜後，加藤光泰獲得了甲斐國24万石領地的大封賞，加藤光泰遂後也開始進行甲府城的構築。
之後加藤光泰又奉豐臣秀吉的命令，參加入侵朝鮮（文祿之役）。但在文祿2年（1593年）9月要從朝鮮回歸日本時，在西平浦陣中發病身故，享年57歲。其子加藤貞泰繼位後，被秀吉以年齡太輕為由，沒收甲斐一國的領地，減封到美濃黑野4萬石。